# بند جلینه‌ای

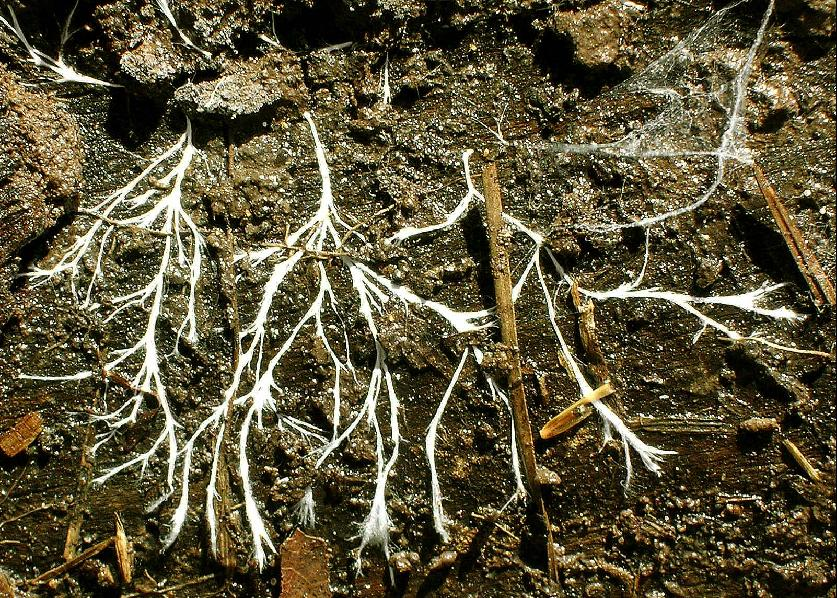
بندهای جلینه‌ای که زیر یک کنده پوسیده پیدا شدند.

بند جلینه‌ای (به انگلیسی: Mycelial cord)، تجمع‌های خطی از نخینه‌های موازی هستند. بندهای بالغ از نخینه‌های آوندی پهن و خالی تشکیل شده‌اند که توسط نخینه‌های غلاف‌دار باریک‌تر احاطه شده‌اند. بندها ممکن است شبیه ریشه‌های گیاهان به نظر برسند و همچنین اغلب عملکردهای مشابهی دارند. از این رو به آنها ریزومورف (به معنای واقعی کلمه، "ریشه-شکل") نیز گفته می‌شود. برخی از قارچ‌ها علاوه بر رشد در زیر زمین یا روی سطح درختان و سایر گیاهان، بندهای جلینه‌ای می‌سازند که از پوشش گیاهی در هوا آویزان می‌شوند.
بندهای جلینه‌ای قادر به هدایت مواد مغذی در فواصل طولانی هستند. برای نمونه، آنها می‌توانند مواد مغذی را به یک اندام باردهی در حال رشد منتقل کنند، یا قارچ‌های چوب پوسیده را قادر سازند تا از یک پایگاه غذایی تثبیت‌شده در جستجوی منابع غذایی جدید، از طریق خاک رشد کنند. در مورد قارچ‌های انگلی، آنها می‌توانند با رشد از خوشه‌های تثبیت‌شده به قسمت‌های غیرآلوده، به گسترش عفونت کمک کنند. بندهای برخی از قارچ‌های چوب پوسیده (قارچ اصلی پوسیدگی خشک) ممکن است قادر به نفوذ به مصالح بنایی باشند.
عملکرد تشکیل بند هنوز به‌طور دقیق مشخص نشده است. مدل‌های ریاضی نشان می‌دهند که برخی از میدان‌ها یا گرادیان‌های مواد شیمیایی سیگنال‌دهنده، موازی با محور طناب، ممکن است در این امر دخیل باشند.
ریزومورف‌ها می‌توانند تا طول ۹ متر و قطر ۵ میلی‌متر رشد کنند.

## ریزومورف

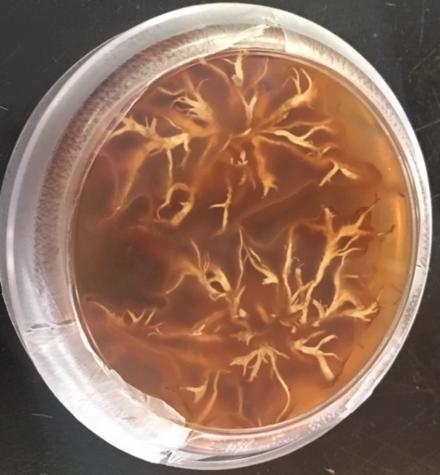
ریزومورف‌های غیرملانی قارچ عسلی بی‌حلقه در محیط کشت افشره مخمر مالت

ریزومورف‌ها ساختارهای ریشه‌مانند با سازگاری ریخت‌شناسی ویژه‌ای هستند که در قارچ‌ها یافت می‌شوند. این ساختارهای ریشه‌مانند از نخینه‌های موازی تشکیل شده‌اند که می‌توانند در چندین گونه از قارچ‌های مخرب چوب و قارچ‌های چتری و قارچ برون‌ریشه و همچنین قارچ‌های کیسه‌ای یافت شوند. ریزومورف‌ها می‌توانند کلونی‌سازی برخی از قارچ‌های پوسیدگی خشک مانند قارچ اصلی پوسیدگی خشک و مرولیپولیا (Meruliporia incrassata) را تسهیل کنند و با پوسیدگی چوب به ترتیب به خانه‌ها در اروپا و آمریکای شمالی آسیب برسانند. جنس دیگری که به‌دلیل فراوانی تولید ریزومورف‌هایش به‌خوبی مورد مطالعه قرار گرفته است، قارچ عسلی است که برخی از گونه‌های آن پاتوژن و برخی دیگر گندروی درختان و درختچه‌ها هستند.
ریزومورف‌ها که به خاطر نقششان در تسهیل گسترش و تشکیل کلونی قارچ‌ها در محیط شناخته می‌شوند، پیچیده‌ترین اندام‌های تولید شده توسط قارچ‌ها هستند. آن‌ها از نخینه‌های بسیار تخصصی تشکیل شده‌اند که از نظر اندازه، جهت‌گیری و عملکرد متفاوت هستند. قارچ‌هایی که دارای این ساختارها هستند می‌توانند در شرایط سخت رقابت کرده و رشد کنند.
ریزومورف‌ها گاهی بند جلینه‌ای نامیده می‌شوند، اگرچه از نظر ساختاری متفاوت هستند: بند جلینه‌ای پیچیدگی کمتری دارند و دارای شبکه‌ای سست از نخینه‌ها هستند که ظاهری شبیه به یک تشک بادبزنی شکل ایجاد می‌کند، در حالی که ریزومورف‌ها اندام‌های پیچیده‌تری هستند که دارای نوک‌های رشد غالب در رأس، سطوح مقاوم در برابر آب هستند و می‌توانند اکسیژن را منتقل کنند. ریزومورف‌ها و بند جلینه‌ای هر دو در انتقال مواد مغذی، جذب آب، جابجایی و کلونی‌سازی بسترها عمل می‌کنند.

### توسعه و ریخت‌شناسی
رشد ریزومورف‌ها با یک ریسه غوطه‌ور آغاز می‌شود که جلینه (زیست‌توده نخینه) تولید می‌کند و هنگامی که از مواد مغذی محروم شده و در معرض افزایش اکسیژن قرار می‌گیرد، ریخت‌زایی رخ می‌دهد و باعث ایجاد شبه‌اسکلروت‌ها یا میکرواسکلروت‌ها (ساختارهای بقای برخی قارچ‌ها) می‌شود که مقدم بر رشد ریزومورف‌ها هستند. غلظت اکسیژن نقش مهمی در تولید ریزومورف‌ها دارد. هنگامی که غلظت بالایی از اکسیژن در جو، رطوبت خاک، دما و پی‌اچ وجود دارد، تولید ریزومورف‌ها افزایش می‌یابد.
ریزومورف‌ها شامل چهار نوع بافت متمایز هستند:
1. لایه‌های بیرونی یک نقطه رشد فشرده هستند که لعاب را تشکیل می‌دهند.
2. دیواره ملانین‌دار که به‌عنوان محافظ در برابر تجمع ریزجانداران دیگر (باکتری یا قارچ) عمل می‌کند.
3. مدولا که برای هدایت آب و مواد مغذی محلول عمل می‌کند
4. خط مرکزی که به‌عنوان کانال هدایت هوا استفاده می‌شود.[۷]

ریزومورف‌ها می‌توانند از نوع استوانه‌ای یا مسطح و به ترتیب ملانیزه یا غیرملانیزه باشند. نوع مسطح و غیرملانیزه بیشتر در زیر پوست درختان رایج است و ریزومورف استوانه‌ای ملانیزه را می‌توان در سیستم ریشه درختان یافت. برای نمونه، گونه‌های قارچ عسلی در طبیعت ریزومورف‌های ملانیزه (تیره یا قهوه‌ای به دلیل تشکیل ملانین) تشکیل می‌دهند، به استثنای قارچ عسلی بی‌حلقه (Desarmillaria tabescens) (که قبلاً Armillaria tabescens نام داشت) که ریزومورف‌های غیرملانیزه را در محیط کشت تولید می‌کند.

### عملکرد

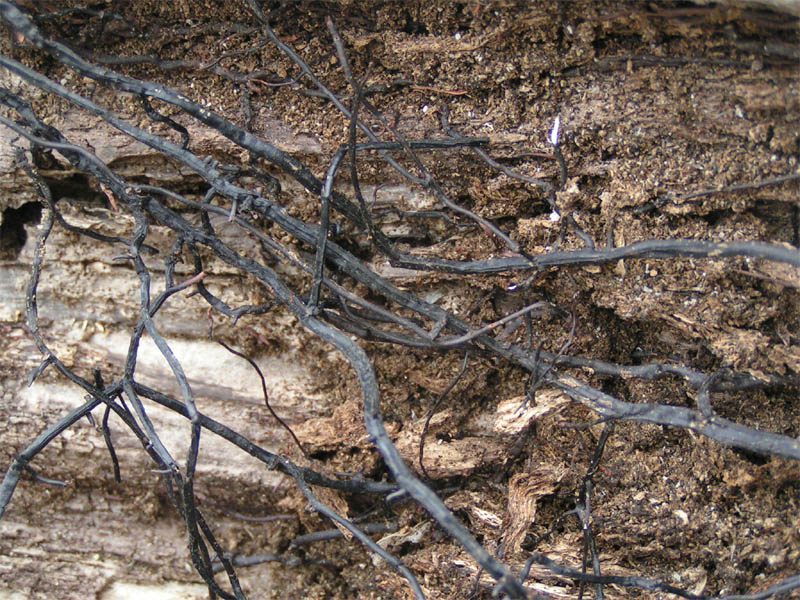
بند قارچ عسلی

ریزومورف‌ها به‌عنوان یک سامانه جذب و رشد زیرزمینی عمل می‌کنند که به ریشه‌ها و چوب حمله کرده و آنها را تجزیه می‌کنند، و گاهی از طریق هوا نیز تکثیر می‌شوند. آنها می‌توانند به مکان‌هایی که منابع غذایی در دسترس نیست دسترسی پیدا کنند، و از نظر رقابت مزایای خاصی به قارچ‌هایی که آنها را تولید می‌کنند، می‌دهند. آنها به‌عنوان امتدادی از بدن قارچ عمل می‌کنند و به قارچ اجازه می‌دهند تا آلوده کند، منتشر شود و برای مدت طولانی زنده بماند. ریزومورف‌ها از یک مغز و خط مرکزی تشکیل شده‌اند که مسئول انتقال آب، مواد مغذی و گاز هستند. انتقال اکسیژن از پایه ریزومورف‌ها به قسمت رشد انتهایی (نوک‌ها) انجام می‌شود. ریزومورف‌هایی که در شرایط اکسیژن آزاد زندگی می‌کنند، قادر به جذب و انتقال مواد مغذی هستند.

## نمونه گونه

### فرگشت ریزومورف‌ها در گونه‌های قارچ عسلی

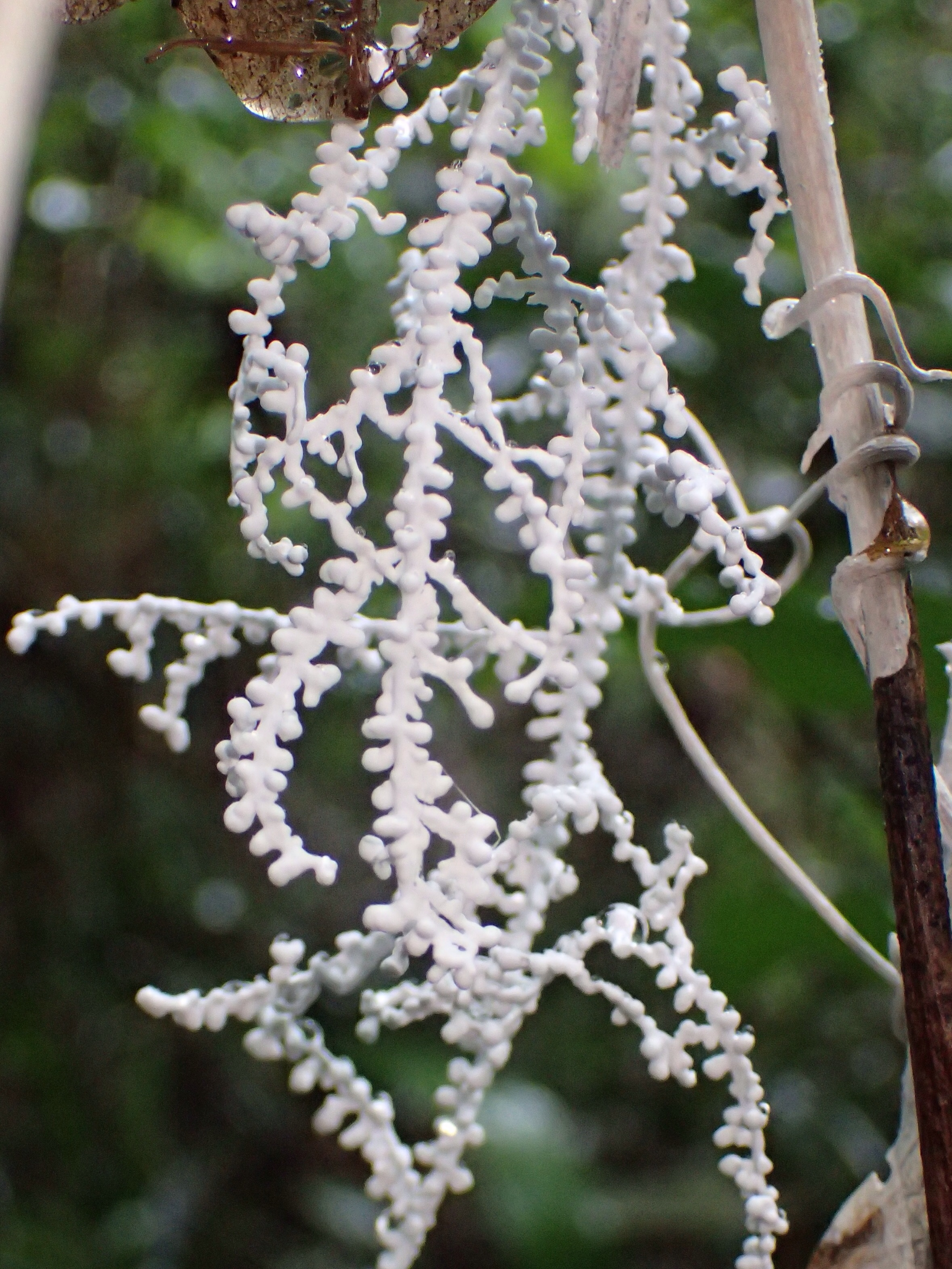
ریزومورف‌های هوایی برونئوکورتیسیوم

جنس قارچ عسلی (Armillaria) یک جنس قارچ‌ساز است که به خوبی مورد مطالعه قرار گرفته و به‌طور گسترده توزیع شده است و تولید ریزومورف در اکثر گونه‌های آن فراوان است. یکی از رایج‌ترین ویژگی‌های ریخت‌شناسی این جنس، وجود حلقه است که ساختاری حلقه‌مانند در ساقه اندام میوه‌دهنده است، به استثنای گونه قارچ عسلی بی‌حلقه. این گونه به تولید ریزومورف‌های بدون ملانین در شرایط آزمایشگاهی معروف است، اما در طبیعت آنها را تولید نمی‌کند. در یک مطالعه محیطی کنترل‌شده با سطوح بالای اکسیژن و رطوبت اشباع خاک، گونه عسلی بی‌حلقه ریزومورف‌های ملانین‌دار تولید می‌کند. با این حال، یافتن این دو شرایط در آب و هوای امروزی دشوار است و می‌تواند فقدان ریزومورف‌های ملانین‌دار در طبیعت را توضیح دهد و می‌تواند از دوره‌های فرگشت قبلی به ارث رسیده باشد.
ویژگی‌های ریزومورف را می‌توان در تمام گونه‌های قارچ عسلی و همچنین سایر قارچ‌ها یافت، اما به‌نظر می‌رسد که جدیدترین گونه‌های جدا شده برای تشکیل ریزومورف‌های ملانین‌دار سازگار شده‌اند. ملانین موجود در ریزومورف‌ها به‌دلیل جذب یون‌های فلزی از خاک شناخته شده است و می‌تواند در ساختارهای مختلفی مانند هاگ‌ها و دیواره‌های سلولی قارچ‌ها و غیره یافت شود. عملکردهای ملانین همچنین شامل محافظت در برابر اشعه فرابنفش و تنش رطوبتی است. بنابراین تولید ملانین به طول عمر و بقای ریزومورف‌ها در خاک کمک می‌کند.

### ریزومورف‌های هوایی در خانواده ماراسمیاسه
قارچ برونئوکورتیسیوم (Brunneocorticium corynecarpon) قارچی است که فقط از ریزومورف‌های هوایی سفید منشعب آن که در سایبان‌های جنگل‌های مدارگان رشد می‌کنند، شناخته شده است. تجزیه و تحلیل دی‌ان‌ای نشان داده است که این قارچ به خانواده ماراسمیاسه (Marasmiaceae) (معمولاً یک خانواده قارچ‌ساز) تعلق دارد، اما هیچ اندام بارور یا ساختار بارور دیگری از آن یافت نشده است.
قارچ موی اسب (Marasmius crinis-equi) گونه دیگری است که ریزومورف‌های هوایی تولید می‌کند، اما این ریزومورف‌ها اغلب قارچ‌های کوچکی دارند که از آنها منشعب می‌شوند.